# Fuentes de Año
Fuentes de Año település Spanyolországban, Ávila tartományban.  Lakosainak száma 88 fő (2024).

## Népesség
A település népessége az utóbbi években az alábbiak szerint változott:
| Lakosok száma | 191  | 171  | 162  | 154  | 143  | 131  | 117  | 100  | 96   | 88   |
|               | 2001 | 2004 | 2006 | 2009 | 2011 | 2014 | 2016 | 2019 | 2021 | 2024 |